# Josip Tadić
Pour les articles homonymes, voir Tadić.
Josip Tadić, né le 22 août 1987 à Đakovo (alors ville de Yougoslavie), est un footballeur croate qui joue au poste d'attaquant.

## Biographie
Josip Tadić signe au Dinamo Zagreb en 2006 après une saison au Bayer Leverkusen. Le 10 mai 2008, il marque trois buts contre le HNK Rijeka.
Le 4 juillet 2009, il signe un contrat de quatre ans avec le Grenoble Foot 38. Le montant du transfert est de l'ordre de 500 000 euros. Deux mois plus tard, alors qu'il avait participé à l'ensemble des matches de Grenoble en championnat, il se blesse à la cheville lors d'un match amical face au Servette de Genève et reste absent des terrains plusieurs mois. Son retour n'est pas facilité car il souffre dès lors de problèmes récurrents à la cheville l'empêchant d'être aligné régulièrement.
Le 20 novembre 2010, il marque son premier but sous les couleurs du GF38 lors du septième tour de Coupe de France face au FC Bagnols-Pont, et permet à son équipe d'aller en prolongations. Par la suite, Grenoble s'impose aux tirs au but.

## Palmarès
- Champion de Croatie : 2007, 2008, 2009
- Champion de Lituanie : 2017